# باشگاه فوتبال اریث تاون
باشگاه فوتبال اریث تاون (به انگلیسی: Erith Town Football Club) یک باشگاه فوتبال در شهر اریث، کشور انگلستان است که در سال ۱۹۵۹ میلادی تأسیس شده‌است.